# 叠氮化亚铊
叠氮化亚铊，化学式 TlN3，是一种黄棕色晶体，难溶于水。 尽管它对冲击或摩擦的敏感度不及叠氮化铅，但叠氮化亚铊仍然很容易被火焰或火花引爆。它可以安全干燥保存在密闭的非金属容器中。

## 制备和结构
叠氮化亚铊可以由硫酸亚铊水溶液和叠氮化钠反应而成。叠氮化亚铊沉淀出来，通过冷却可以使产量最大化。
TlN3、KN3、RbN3和 CsN3 有一样的结构。 叠氮阴离子以偏光方向与八个阳离子结合。这些阳离子结合到八个末端N的中心。 

叠氮化钾/铷/铯/亚铊的结构

## 危险性
所有的铊化合物都有毒并应小心处理。此外，必须避免吸入任何含叠氮化亚铊的灰尘或烟雾。